# Sironia
Sironia is een Amerikaanse indie dramafilm uit 2011 onder regie van Brandon Dickerson. De hoofdrollen worden vertolkt door Wes Cunningham en Amy Acker, met belangrijke bijrollen voor Tony Hale, Robyn Lively en Jeremy Sisto.

## Verhaal
Thomas Fisher is een getalenteerde muzikant die het helemaal gehad heeft met Hollywood. Gefrustreerd door zijn mislukte carrière pakken hij en zijn vrouw Molly impulsief hun biezen en verhuizen naar het kleine stadje Sironia in Texas om een rustiger leven te leiden en hun eerste kind op te voeden in de buurt van Molly's broer en diens familie. Ondanks de verandering van omgeving krijgt Thomas' diepe wrok over zijn verloren dromen de overhand terwijl hij worstelt om vrede te vinden met zijn vastgelopen carrière.

## Rolverdeling
| Acteur           | Personage      |
| ---------------- | -------------- |
| Wes Cunningham   | Thomas Fisher  |
| Amy Acker        | Molly Fisher   |
| Tony Hale        | Chad           |
| Robyn Lively     | Barbara        |
| Jeremy Sisto     | Tucker         |
| Carrie Preston   | Grace          |
| Courtney Ford    | Amanda         |
| Ryan Cartwright  | Nick           |
| John Billingsley | Doug           |
| Ryan Eggold      | Mason Jones    |
| Meaghan Martin   | Aubrey         |
| Stella Otto      | Heather        |
| Michael Monks    | Joe Giovani    |
| Elaine Tan       | Danica         |
| Thomas Ward      | Mike           |
| Julie Mayfield   | Birthing Coach |

## Productie en release
Sironia werd opgenomen op locatie in Waco (Texas) en Los Angeles (Californië). De film ging in première op het Austin Film Festival in Austin (Texas) in oktober 2011. Op 16 oktober 2012 werd de film uitgebracht in een beperkt aantal bioscoopzalen en sinds 17 oktober 2013 is de film beschikbaar via streaming.